# Kari Kuosa
Kari Kuosa är en finländsk musiker som var aktiv under 1960- och 1970-talen som trummis för banden Black Angels och Madness. Black Angels var ett coverband där bl.a. Juha Kajova spelade i slutet av 1960-talet. Mellan 1976 och 1977 spelade Kuosa i Madness tillsammans med Michael Monroe, men byttes sedan ut mot batteristlegenden Sidi Vainio.